# Acrolophus cosmeta
Acrolophus cosmeta é uma espécie de mariposa da família das Acrolophidae. São encontradas na América do Sul.